# Zákupy (zámek)
Státní zámek Zákupy (německy Schloss Reichstadt) je rokokový zámek ve městě Zákupy 8 km východně od města Česká Lípa u říčky Svitavka. Součástí zámeckého areálu jsou četné hospodářské objekty, hradní příkop, anglický a francouzský park. Zámek je ve správě Národního památkového ústavu a přístupný veřejnosti. Je chráněn jako kulturní památka a je součástí v dubnu 2003 vytvořené městské památkové zóny.

## Historie

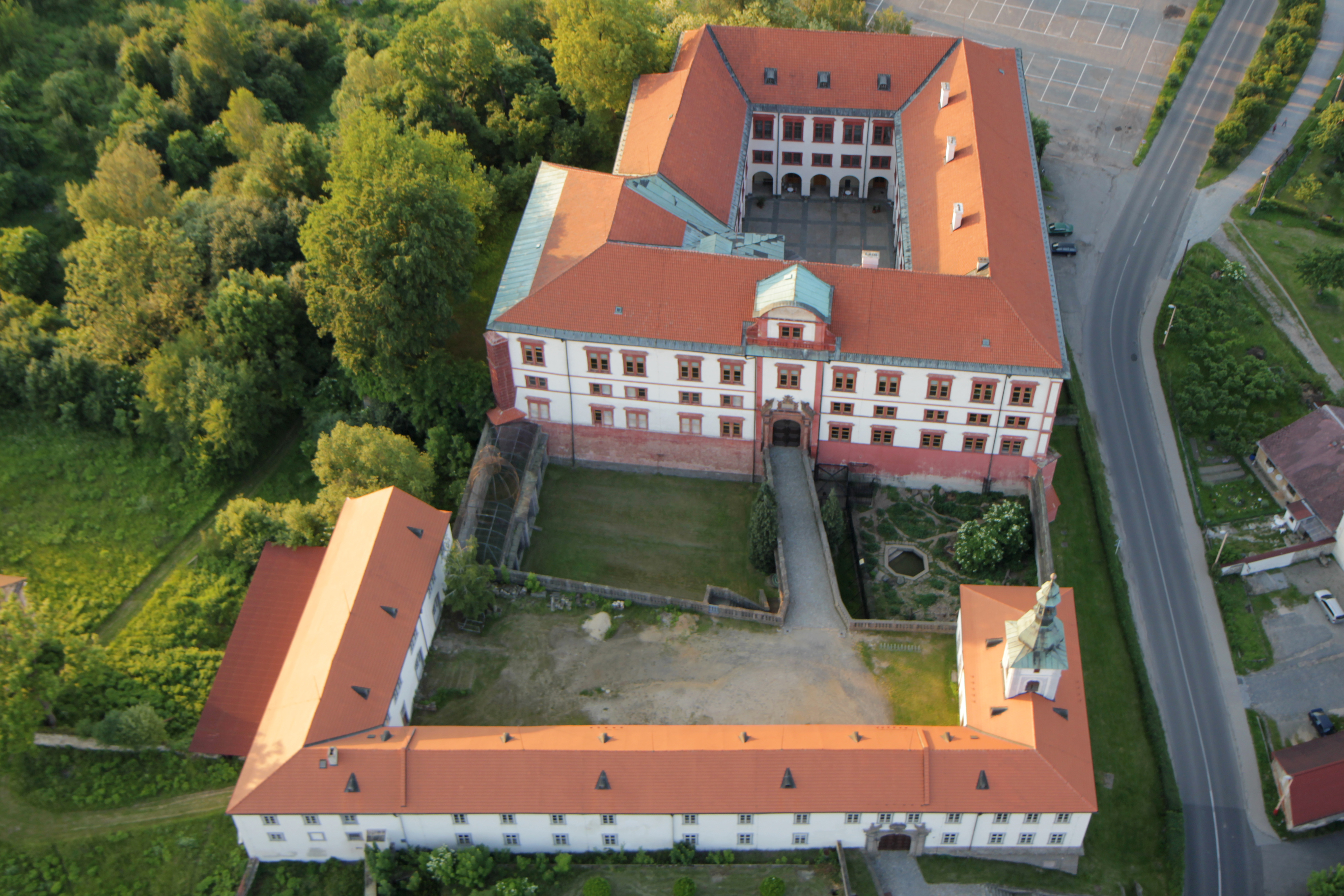
Letecký pohled na zámek

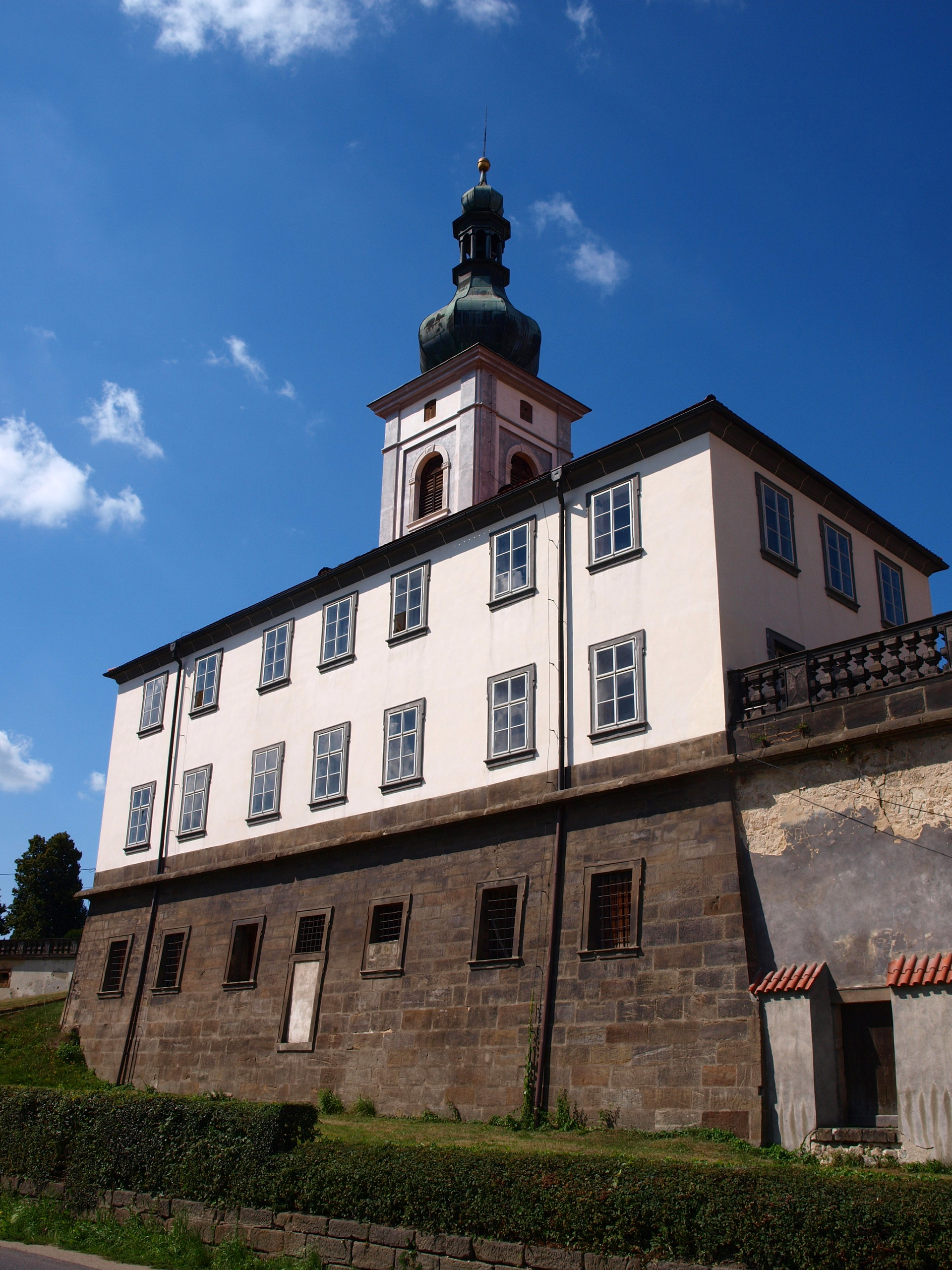
Přední (jižní) část zámku

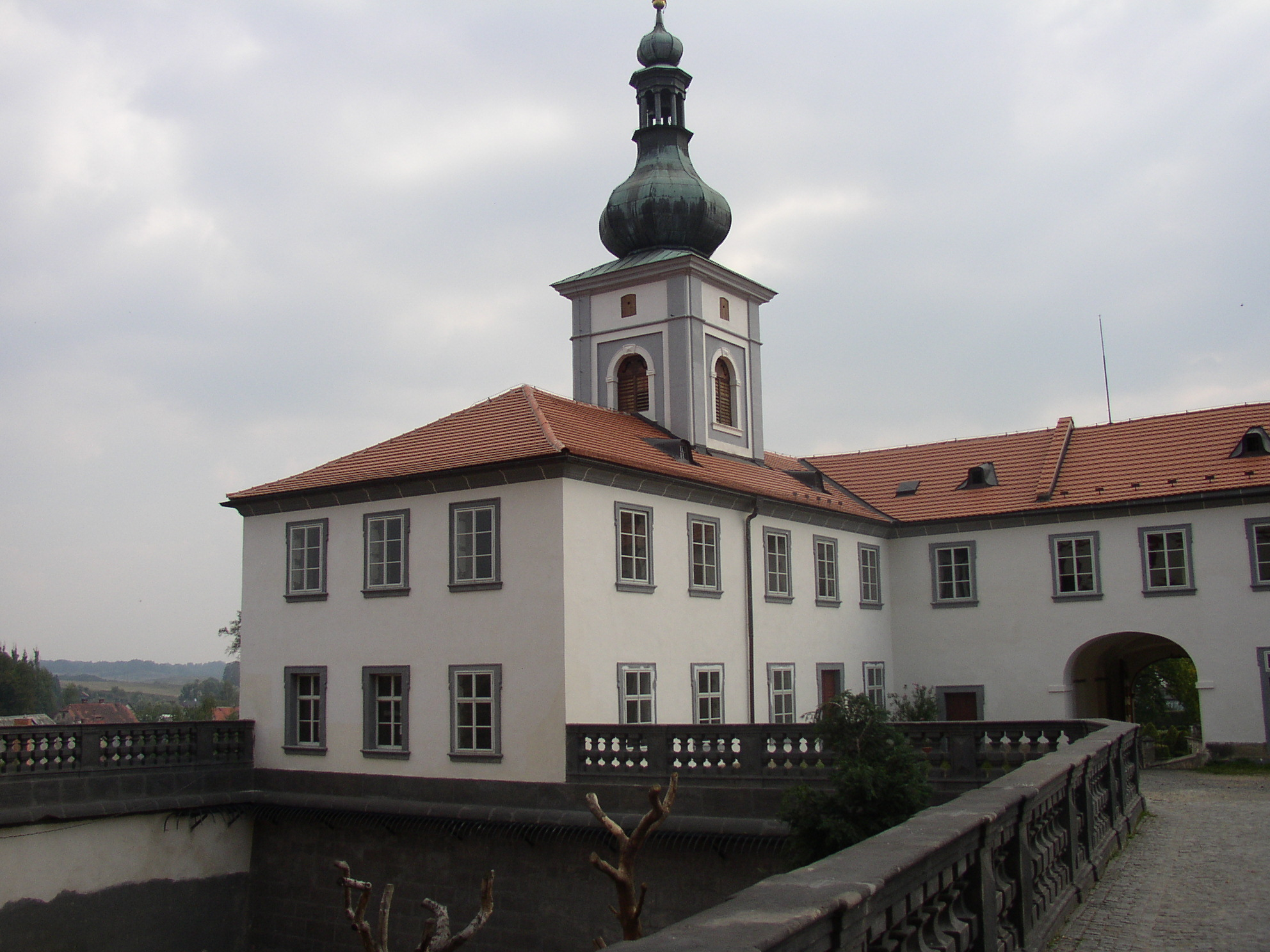
Budovy na předpolí zámku v Zákupech

### Tvrz u Svitavky
První záznamy o zdejším kraji pochází z přelomu 13. a 14. století. Je zřejmé, že na místě zámku stávala dříve dřevěná gotická tvrz vladycké rodiny Pancířů ze Smojna. V roce 1296 je citován Fridman ze Smojna ve smlouvě s Hynkem z Dubé. V roce 1311 jej král Jan Lucemburský pasoval na rytíře a v roce 1313 byl jmenován Fridman ze Zákup u jedné smlouvy Jindřicha z Lipé. Rodina vladyků ze Smojna ovládala tehdy i okolí tvrze. 
Kolem roku 1363 se stal vlastníkem tvrze i panství Václav (či Vaněk) z Vartenberka Toho roku je psán spolu s Ondřejem ze Smojna jako patron zákupského kostela. Jeho potomci (zmiňováni Vilémové, Jan a Beneš) jsou uváděni jako majitelé Zákup minimálně po dobu sta let.

### Stavba zámku
Někdy po roce 1463 se panství ujal rod Berků z Dubé, který už tehdy vládl i v Lipé (vodní hrad v dnešní České Lípě). První z rodu byl v Zákupech (tehdy německy Richinstadt) v roce 1492 zesnulý Jan Berka, po něm jeho synové. Od roku 1518 pak rozsáhlé Zákupské panství získal Zdislav Berka, definitivně vykoupil i podíly svých příbuzných roku 1532 Stavbu zámku v renesančním stylu započal až v roce 1541 (což byl rok povýšení Zákup na město) a ukončil ji v roce 1552. Rok poté sám zemřel při morové epidemii a protože byl bezdětný, zámku se ujal jeho příbuzný Zbyněk Berka.

### Změny po požáru
V roce 1573 zámek vyhořel a během požáru v něm přišlo o život mnoho lidí. Zámek byl do pěti let Berky obnoven a zároveň i rozšířen o mohutné východní křídlo. V roce 1578 zámecký pán Zbyněk Berka zemřel a panství i zámek převzal na 30 let další z Berků, Václav. Po jeho smrti roku 1608 se majetku měli ujmout jeho čtyři nezletilí synové, jenže kvůli Václavovým dluhům byl zámek roku 1612 prodán Janu Novohradskému z Kolovrat. Novohradským zámek náležel do roku 1632. V době jejich panování byl v lednu 1621 zámek poprvé vypleněn vojskem. V roce 1632 zámek převzal přiženivší se vévoda Julius Jindřich Sasko-Lauenburský. V tomto období třicetileté války se zde opakovaly násilnosti vojsk ze Saska i Švédska, zámek byl opakovaně vyrabován.

### Velká přestavba
Když se zámku ujal roku 1665 bohatý syn zesnulého vévody Jindřicha, Julius František, vévoda Sasko-Lauenburský, rozhodl se zámek přestavět v barokním stylu. Byla postupně dokončena čtyři mohutná křídla, přistavěno druhé patro s honosnými sály a komnatami určenými k bydlení, vybudován hospodářský dvůr, budovy na předzámčí, vytvořena zahrada s terasami, přistavěny konírny a voliéra. K přestavbám si pozval architekty Octavia Broggia a Domenica Orsiho.
Když zemřel roku 1689 vévoda Julius František, panství i zámku se ujala na 52 let jeho starší dcera Anna Marie Františka, velkovévodkyně z Toskány. V zámku si nechala z prestižních důvodů v roce 1718 zřídit výtah na ruční pohon jezdící přes tři patra, který je tak druhý nejstarší na světě po výtahu v pařížském Louvru (kabina z té doby se bohužel nedochovala). Bohatá šlechtična si při zámku vydržovala 120 dvořanů a sluhů. Najala si stavitele Václava Špačka, který v letech 1733–1734 zámecký areál rozšířil o hospodářské budovy a konírny na půdorysu písmene "U". Postarala se nejen o zámek, ale také o další stavby ve městě. Vytvořila tzv. Toskánské panství, kde druhým rezidenčním sídlem byl zámek v Ploskovicích a třetím zámek Kácov. Dokončila barokní přestavby areálu započaté svým otcem. Po smrti velkovévodkyně roku 1741 se desítky let na zámku měnila jména jeho držitelů, samotný zámek se neměnil, byl však občas vojáky či vzbouřenými sedláky vyrabován.

### Habsburkové
Roku 1805 zanedbané, ovšem značně rozsáhlé panství v době napoleonských válek převzal arcivévoda Ferdinand z toskánské větve Habsburků a po něm jej získal císař. V roce 1815 byl zákupským titulárním vévodou jmenován syn Napoleona Bonaparta, Napoleon II., zvaný Orlík. V důsledku své předčasné smrti se však správy zámku a vévodství Zákupského (1818–1832) nestačil ujmout.
Po roce 1850 sloužil zámek v Zákupech jako letní sídlo císaře Ferdinanda I. Dobrotivého (bydlel jinak v Praze na Hradčanech a často pobýval na zámku v Ploskovicích) a dočkal se tak úprav hodných pobytu císařské rodiny, a to i přesto, že se Ferdinand I. 2. prosince 1848 pod nátlakem vzdal trůnu a po zrušení nevolnictví již nebyl zámek střediskem panství. V letech 1850 až 1853 byl výrazně přestavován ve stylu druhého rokoka architektem Janem Bělským za spolupráce malířů Josefa Navrátila a Viléma Kandlera, sochaře Václava Levého a štukatéra Josefa Effenbergera. V sálech byly vymalovány nově stropy a instalovány četné vyřezávané doplňky v komnatách. Poprvé se Ferdinand na zámku ubytoval v květnu roku 1851 a pak sem jezdil každoročně (s výjimkou roku 1866). Doprovázela jej často jeho manželka, česká královna Marie Anna Savojská.
Řízení celé obnovy zámecké kaple, vyvedení všech maleb, nákresů k malbám na skle, návrhů k oltářům, císařské lóže, štukatérských ozdob, ornamentů a nářadí prováděl akademický malíř Vilém Kandler. Velký oltář z karrarského mramoru vyhotovil kameník a sochař Pietro Bonanni (původem z Carrary); postranní oltář z českého mramoru, podlahu, schody a mramorové sokly v celé kapli pražský kameník Svoboda; štukové rámce maleb na stěnách a 4 podobizny andělův pražský akademický sochař Václav Levý; veškeré malby na skle zhotovil pražský malíř Jan Quast; železné zábradlí pan Janoušek, fabrikant zámečnického zboží v Praze; veškeré pozlacení ornamentů a dřevěného nářadí pozlacoval pan Behr. Stavitelské práce celé obnovy řídil císařský stavitelský inspektor Jan Bělský. V roce 1870 byl pro stárnoucího císaře Ferdinanda I. Dobrotivého zrenovován v zámku výtah.
Během letních pobytů excísaře jej zde navštívila v letech 1853 až 1869 řada členů vládnoucího rodu, jeho příbuzných. Naposledy tu byl excísař v říjnu roku 1874, to již byl hodně nemocný. Po jeho smrti o rok později v Praze zámek převzal císař František Josef I., ten zde však pobýval jen zřídka. V roce 1876 na zámku proběhlo státnické setkání císaře Františka Josefa I. s carem Alexandrem II., při němž byla projednána neutralita Rakouska-Uherska v rusko-turecké válce (více viz Zákupská dohoda).
Dne 1. července roku 1900 se ve zdejší kapli následník rakousko-uherského trůnu František Ferdinand d'Este (1863–1914) oženil s hraběnkou Žofií Chotkovou (1868–1914). O čtyři roky později byla na zámku poslední návštěva z císařské rodiny, vnučka císaře Františka Josefa I. arcivévodkyně Alžběta Marie Rakouská (1883–1963) se svým manželem Otou z Windisch-Graetze (1873–1952).
Během první světové války byla na zámku zřízena záložní nemocnice.

### Státní zámek a státní statky

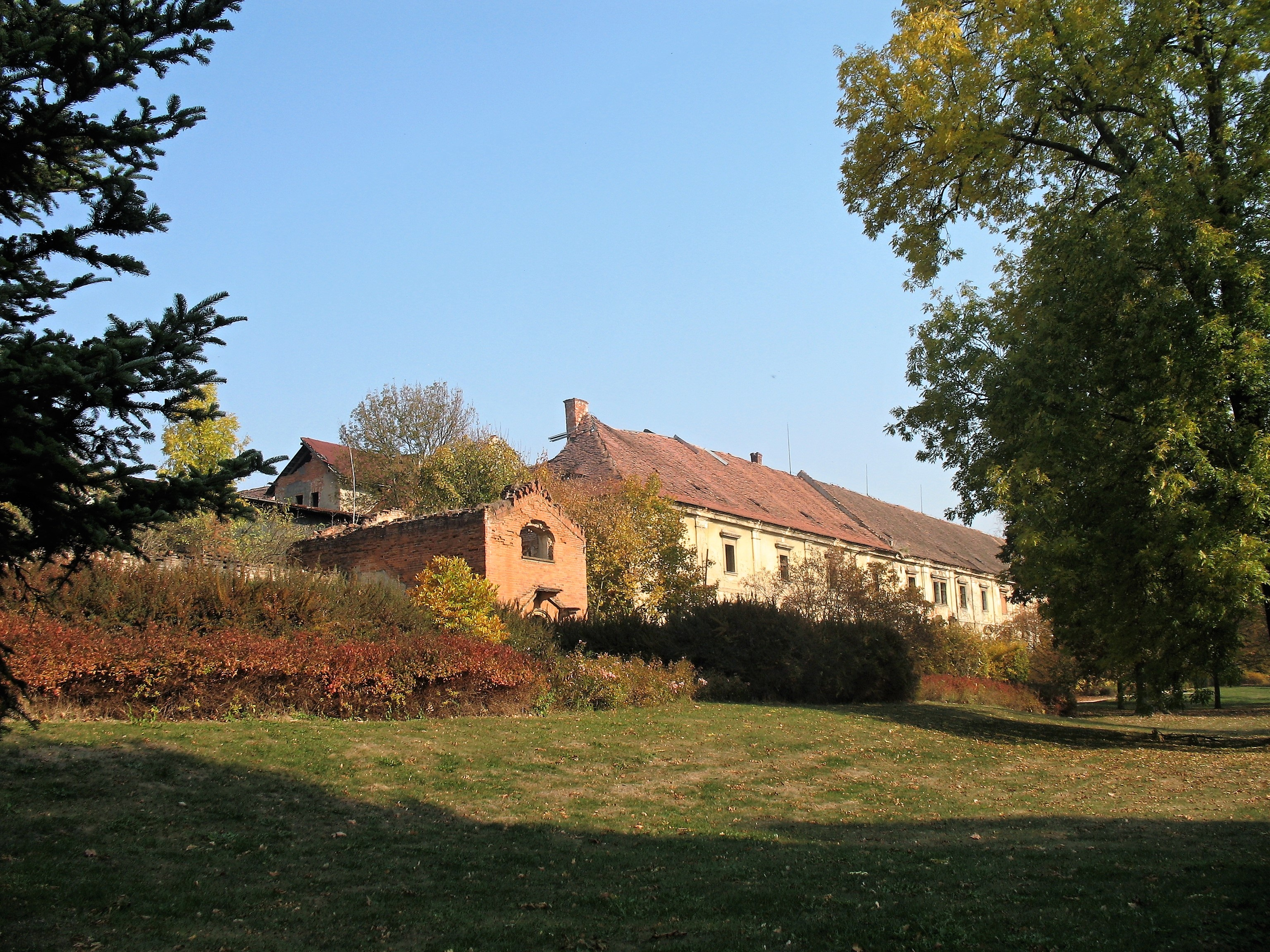
Pohled na hospodářský dvůr ze zámeckého parku (rok 2018)

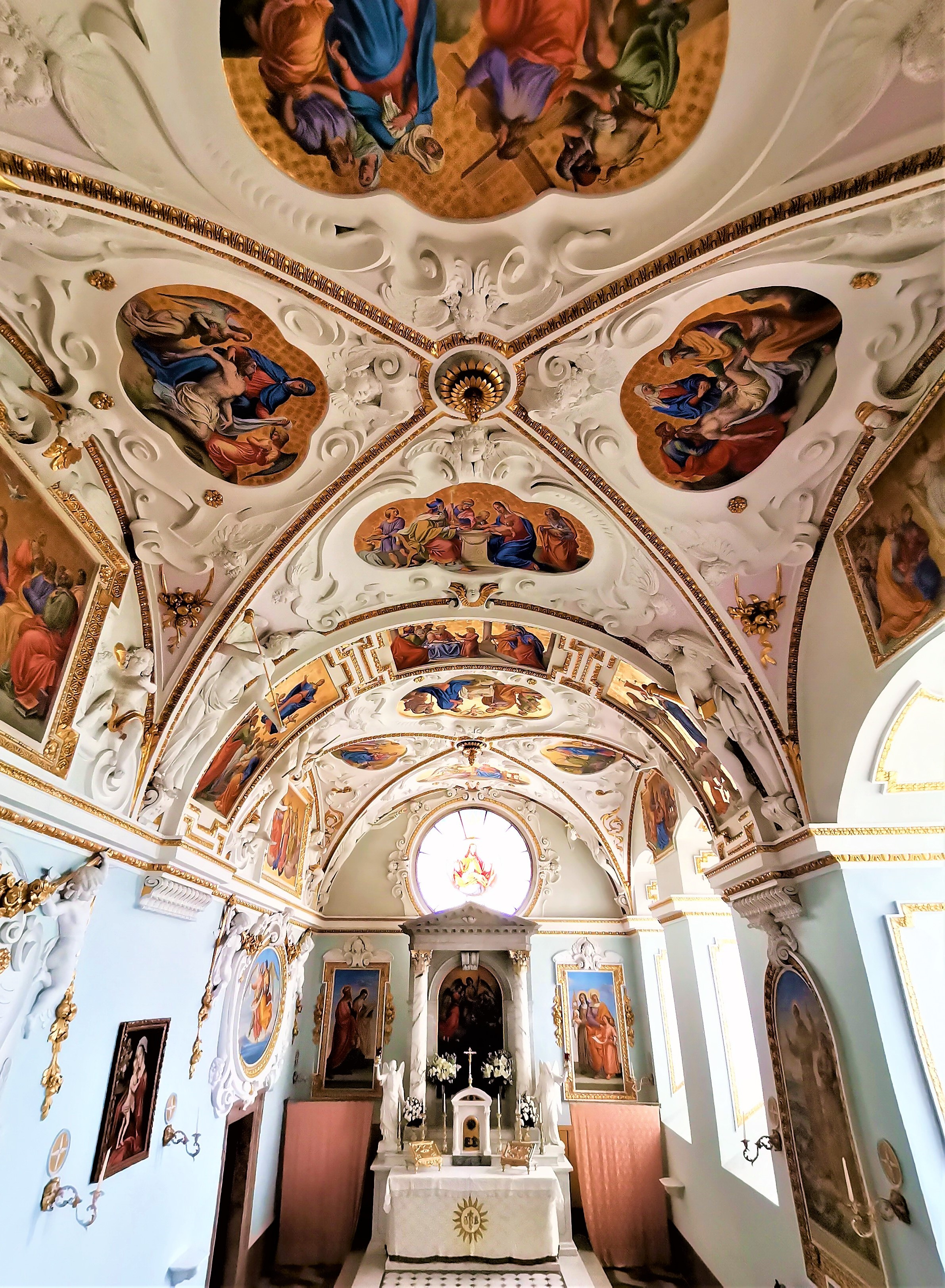
Kaple sv. Františka z Assisi na zámku Zákupy

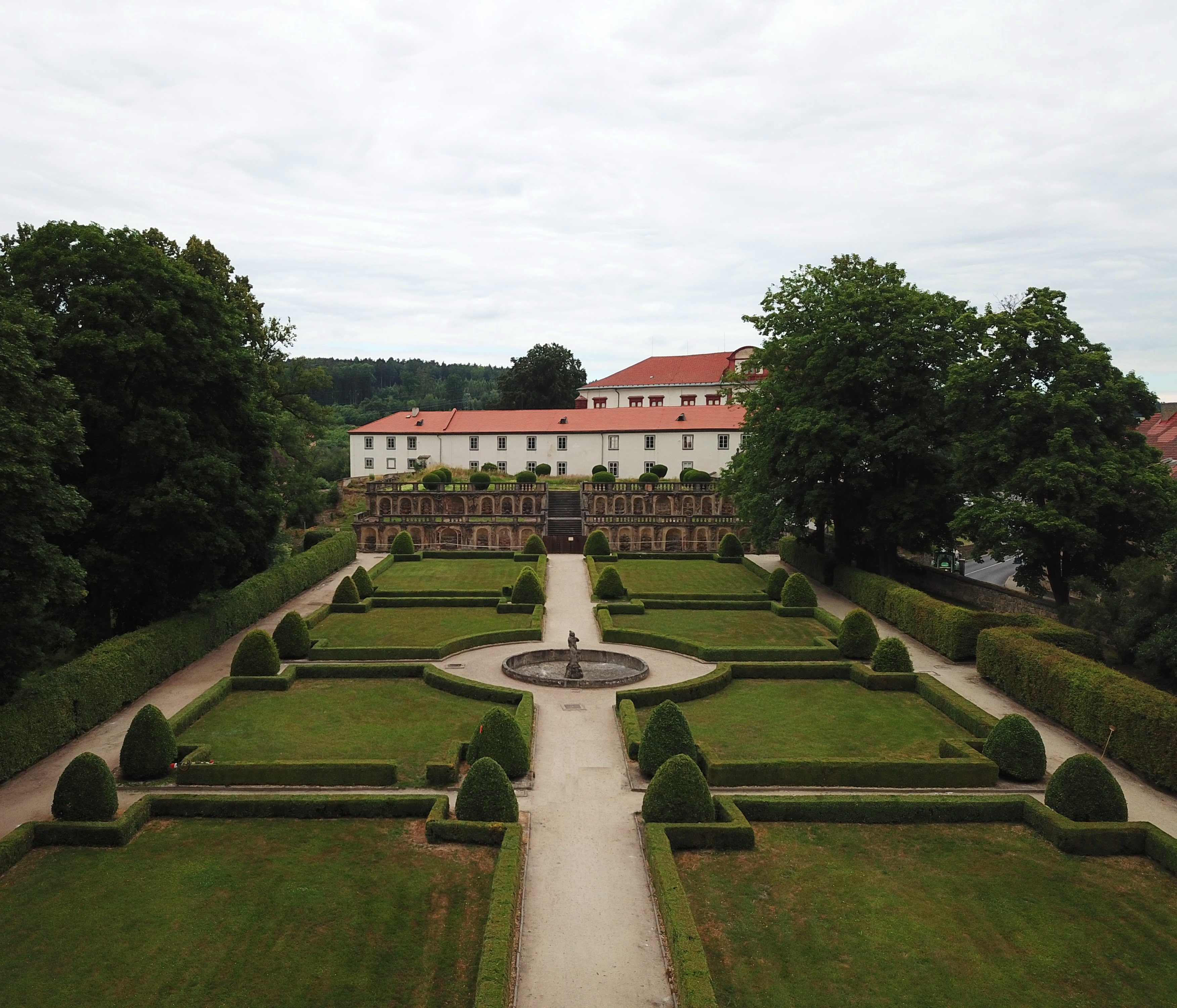
Barokní zahrada zákupského zámku

Po válce přešel zámek se třemi nádvořími a 188 místnostmi do majetku státního podniku Československé lesy a statky, v roce 1938 spadal zámek pod Ředitelství státních lesů a statků v Liberci (vládní rada Ing. Karel Dobrý); společně s II. instanční správou státních lesů a statků v Ostrově u Karl. Varů; správou stát. lesů v Binsdorfu, ve Cvikově, ve Frýdlantě, v Horní Blatné, v Hor. Litvínově, v Jáchymově, v Kraslicích, v Liberci, v Novém Světě-Harrachově, v Přísečnici, v Rybništi, ve Vrchlabí, v Zákupech (správa státních statků v Zákupech); správa lesů a statků české náboženské matice v Nejdku.
V přízemí byly vytvořeny kanceláře státních lesů a statků, v prostorách zámku byl umístěn státní zemědělský archiv, některé druhy nábytku byly odvezeny do Prahy. Prohlídky areálu byly možné jen na objednání. V předzámčí byla zřízena česká škola a také české loutkové divadlo a hrálo se i na balustrádách zámeckého parku.
V roce 1934 se z iniciativy muzejního spolku v České Lípě podařilo na zámku pronajmout několik místností pro expozici českého menšinového Muzea Českolipska. Pro veřejnost bylo slavnostně otevřeno 24. května 1936. Byly podnikány záměry zde zřídit museum či alespoň koutek věnovaný Napoleonovi. Záměry se kvůli válce nepodařilo naplnit. Po Mnichovu z iniciativy Josefa Maštálka, předsedy Muzejního spolku a za pomoci českých vojáků byly české muzejní materiály přestěhovány mimo Sudety na zámek v Bělé pod Bezdězem. Během války zde byli ubytováni různí uprchlíci.
Po druhé světové válce zde opět hospodařily Státní lesy a statky, přičemž od podzimu 1948 k němu byly postupně přiřazeny další hospodářské dvory (Horní Libchava, Stvolínky, Noviny, Holany, Zahrádky, Osečná, školní statek rolnické školy Česká Lípa). Od 1. ledna 1949 převzal majetek správy státních statků v Zákupech národní podnik Československé státní statky, který sídlil v hospodářské části zámku a kde později garážoval techniku.
Pro veřejnost byl zámek zpřístupněn roku 1951, kdy jej převzala státní památkové péče. Od roku 1977 byl zámek rekonstruován a znovu zpřístupněn byl v roce 1985. V období let 1974–1995 na zámku uspořádal desítky koncertů vážné hudby Kruh přátel hudby, na nichž se podílely další celostátní instituce. Hospodářská část zůstala v majetku státních statků až do roku 1989.
Zámek byl k 1. lednu 2002 prohlášen za národní kulturní památku. V seznamu památek je registrován pod č. 29607/ 5-3448. Nařízením vlády z 8. února 2010 byl rozsah chráněného areálu rozšířen o Hospodářský dvůr zámku v Zákupech a související položky.

## Dnešní stav

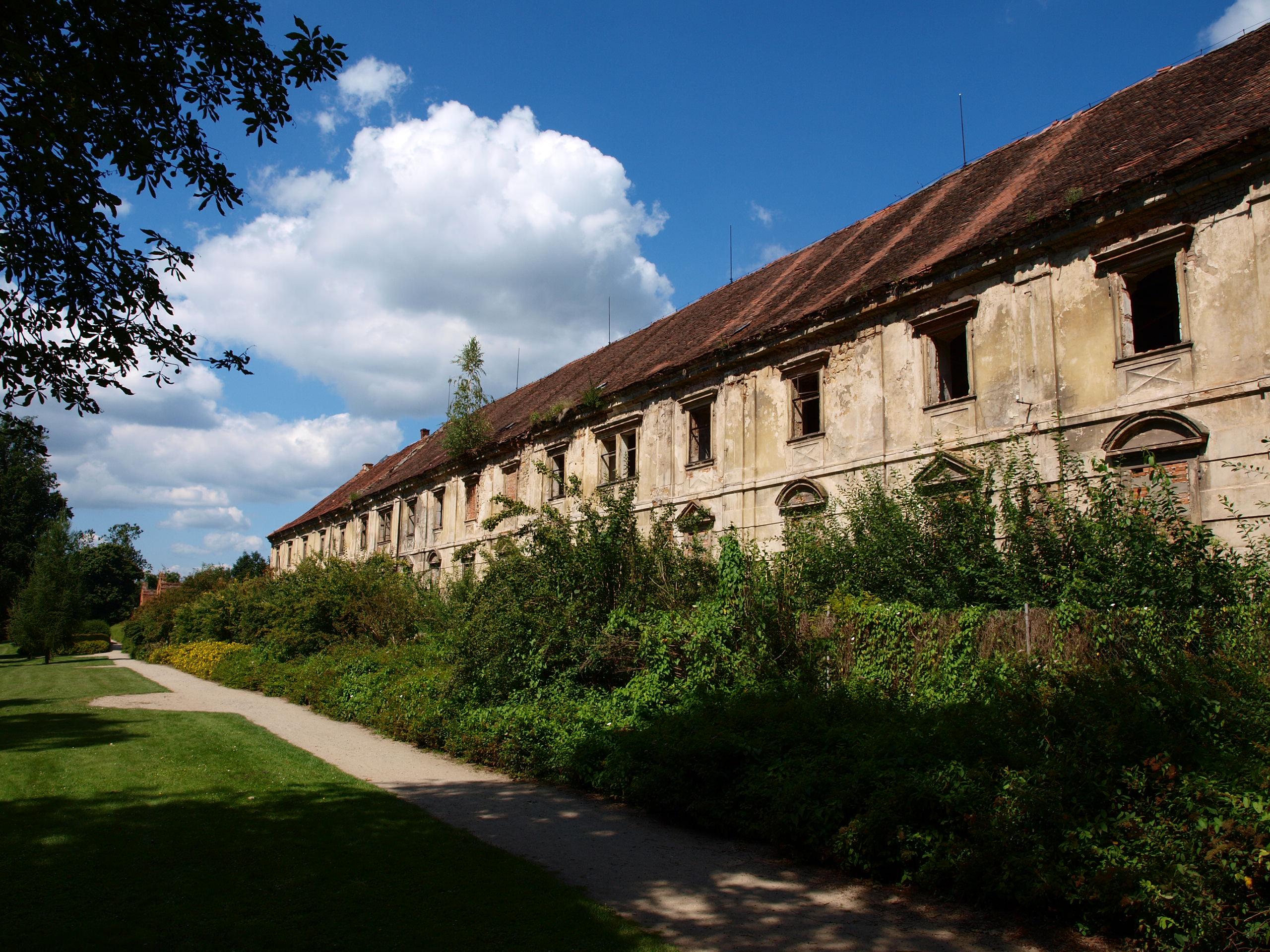
Havarijní stav hospodářských budov (srpen 2012)

Zámek je ve správě Národního památkového ústavu, územní památkové správy se sídlem na Sychrově. Jsou zde organizovány pravidelné prohlídky od dubna do října, mimořádně bývá zámek přístupný též při nočních prohlídkách, při speciálních prohlídkách v listopadu či při adventních prohlídkách v prosinci. Je trvale využíván k pořádání svateb.
Pyšní se svými bohatě vyzdobenými a luxusně zařízenými obytnými interiéry a zámeckou kaplí. Velice ceněnou technickou památkou je osobní výtah z roku 1718 zrekonstruovaný smíchovskou firmou Ringhoffer v roce 1870, který je dnes zřejmě nejstarším dochovaným výtahem v Čechách (a druhým na světě). V zámeckém příkopu byl velký výběh pro medvědy (do roku 2019). Architektonicky je zajímavý objekt hospodářských budov, které jsou nyní z větší části prázdné a vesměs nevyužívané. Vláda areál hospodářských budov zařadila v únoru 2010 do soupisu Národních kulturních památek, v soupisu je tedy jak zámek, tak přilehlé budovy. Hospodářské budovy s cennými průčelími u anglické zahrady byly dlouhodobě v havarijním stavu, zčásti pobořené. V bývalé konírně vznikl v srpnu 2014 malý požár, který byl včas uhašen. V roce 2024 započala rekonstrukce první třetiny budovy koníren.Rekonstrukce konírny stála 366 milionů korun a byla dokončena na podzim roku 2024.
U zámku jsou dvě udržované zahrady, tvořící zákupský zámecký park. Větší anglický park s desítkami stromů je protkán sítí udržovaných cest, ve středu je jezírko s ostrůvkem, oproti okolnímu městu je uzavřen kamennými hradbami, doplněnými dvěma branami. V průčelí francouzského parku jsou poničené kamenné balustrády, výklenky jsou zdobené karyatidami a jejich mužskými ekvivalenty telamóny (atlanty) drážďanského sochaře Lüsnera. Parky jsou udržovány, doplňovány květinovými záhony.
Pod zámkem v jeho bezprostřední blízkosti je restaurace a velké nehlídané parkoviště. Zhruba 500 metrů odtud na náměstí jsou autobusové zastávky spojů z České Lípy a Mimoně, zhruba 1 km je od zámku vzdálena železniční zastávka Zákupy-Božíkov na trati z České Lípy do Liberce.
| Rok  | Počet návštěvníků |
| ---- | ----------------- |
| 2012 | 15 949            |
| 2013 | 16 358            |
| 2015 | 33 306            |
| 2016 | 33 223            |
| 2017 | 33 033            |

Od zahájení turistické sezóny na počátku dubna 2025 zámek nabízel již čtyři prohlídkové okruhy: Zimní okruh, Barokní konírna, Zámek za Ferdinanda Dobrotivého a Zámek za Františka Josefa I. Ceny vstupného na jednotlivé okruhy se pohybovaly od 60 Kč (nový okruh Barokní konírna) až po 220 korun.

## Zámek ve filmu
Na zámku se natáčely následující filmy a pohádky:
- O živej vode (1987, režie: Ivan Balaďa)
- Krvavý román (1993, režie: Jaroslav Brabec)

## Zajímavosti

### Medvěd
Ve východní části bývalého hradního příkopu v medvědáriu byl chován medvěd hnědý (Ursus arctos), jmenoval se Medoušek. Narodil se 6. ledna 1993 v ZOO Ohrada v Hluboké nad Vltavou. Vzhledem k závažnému onemocnění byl medvěd uspán na konci roku 2019.

### Zajímavé akce
Zámek se podílí na společenském životě města pořádáním řady akcí i mimo návštěvní dny. Zapojuje se občas do Zákupských slavností i do akcí k adventnímu období. Na zimu bývá větší část netemperovaného areálu uzavřená.Tradičně v druhé polovině května se na zámku koná prezentační setkání regionálního projektu zdravotně postižených spoluobčanů Tvoříme duší. Od roku 2014 jsou v areálu zámku a jeho parcích pořádány Císařské slavnosti.